# Kilmacrenan
Kilmacrenan (iriska: Cill Mhic Réanáin) är en ort i republiken Irland.   Den ligger i grevskapet County Donegal och provinsen Ulster, i den norra delen av landet, 210 km nordväst om huvudstaden Dublin. Kilmacrenan ligger 36 meter över havet och antalet invånare är 685.
Terrängen runt Kilmacrenan är kuperad västerut, men österut är den platt. Kilmacrenan ligger nere i en dal.Runt Kilmacrenan är det ganska tätbefolkat, med 248 invånare per kvadratkilometer. Närmaste större samhälle är Letterkenny, 9,4 km söder om Kilmacrenan. Trakten runt Kilmacrenan består i huvudsak av gräsmarker.